# Світловодська міська рада
Світлово́дська міська́ ра́да — орган місцевого самоврядування Світловодської громади у Кіровоградській області.

## Історія
До реформи 2020 року населення ради становило 53 617 осіб (станом на 1 вересня 2015 року), територія становила 45 км².
Міській раді до 2020 були підпорядковані:
- м. Світловодськ
- Власівська селищна рада
  - смт Власівка

## Склад ради
Рада складається з 34 депутатів та голови.
- Голова ради: Валентин Козярчук
- Секретар ради:

### Керівний склад попередніх скликань
| Прізвище, ім'я, по батькові | Основні відомості                                                       | Дата обрання | Дата звільнення |
| --------------------------- | ----------------------------------------------------------------------- | ------------ | --------------- |
| Солодов Павло Валентинович  | Міський голова, 1968 року народження                                    | 26.03.2006   | 31.10.2010      |
| Котенко Юрій Миколайович    | Міський голова, 1963 року народження, освіта вища, член Партії регіонів | 31.10.2010   |                 |

Примітка: таблиця складена за даними сайту Верховної Ради України

### Депутати
За результатами місцевих виборів 2015 року депутатами ради стали:

#### За суб'єктами висування
| Суб'єкт висування                                       | Кількість обраних депутатів | %     |
| ------------------------------------------------------- | --------------------------- | ----- |
| Всеукраїнське об'єднання «Свобода»                      | 5                           | 14.71 |
| Політична Партія «Опозиційний блок»                     | 5                           | 14.71 |
| УКРАЇНСЬКЕ ОБ'ЄДНАННЯ ПАТРІОТІВ — УКРОП                 | 4                           | 11.76 |
| Політична партія Всеукраїнське об'єднання «Батьківщина» | 4                           | 11.76 |
| ГРОМАДСЬКИЙ РУХ «НАРОДНИЙ КОНТРОЛЬ»                     | 4                           | 11.76 |
| Радикальна партія Олега Ляшка                           | 3                           | 8.82  |
| БПП «СОЛІДАРНІСТЬ»                                      | 3                           | 8.82  |
| Об'єднання «САМОПОМІЧ»                                  | 3                           | 8.82  |
| Партія Пенсіонерів України                              | 3                           | 8.82  |